# Novopokrovka (oblast de Kharkiv)
Novopokrovka (ukrainien : Новопокровка) est une commune urbaine de l'oblast de Kharkiv, en Ukraine. Elle compte 4 723 habitants en 2021.

## Géographie
La commune urbaine de Novopokrovka est assise au nord de la rivière Donets, dont elle est séparée par la localité de Pody. Le Donets est le principal affluent du fleuve Don. La commune se trouve à 28 kilomètres au sud-est de la ville de Kharkiv.